# Retiro (Buenos Aires)
Retiro è un barrio della capitale argentina Buenos Aires situato a nord del centro della città, lungo le sponde del Río de la Plata. È parte della circoscrizione Comuna 1.
La parte nord del quartiere di Retiro è un nodo cruciale per il trasporto terrestre e marittimo della città, si trovano infatti qui il Porto Nuovo di Buenos Aires, il terminal dei pullman a lunga percorrenza e la stazione dei treni Retiro-Mitre. È inoltre servito da decine di linee di bus urbani e qui hanno il capolinea due linee della metropolitana.
A ridosso della linea ferroviaria e del terminal dei pullman sorge la Villa 31, uno dei più grandi insediamenti precari della città che conta più di 40.000 abitanti.
Tra la fine del XIX secolo e la seconda guerra mondiale Retiro è stata la porta di accesso a Buenos Aires per milioni di immigrati che soggiornarono temporaneamente all'Hotel de Inmigrantes, oggi divenuto un museo.

## Geografia fisica
I suoi limiti sono calle Uruguay, calle Montevideo e calle 10 ad ovest, Avenida Córdoba a sud, e l'estuario Rio de la Plata a nord-est. Confina con i quartieri di Recoleta a ovest, San Nicolás a sud, Puerto Madero a est e con il Porto Nuovo a nord-est.

## Trasporti
A Retiro convergono molti sistemi di trasporto, tra cui il Porto Nuovo di Buenos Aires, che offre servizi di trasporto merci a livello internazionale e di trasporto passeggeri per l'Uruguay.
Il Terminal de Ómnibus de Retiro è la principale autostazione di Buenos Aires e la seconda dell'Argentina. Serve tutte le destinazioni dell'intera nazione e per il Brasile, Uruguay, Paraguay, Bolivia, Perù e Cile.
La stazione dei treni Retiro-Mitre è una delle principali della città. Da qui partono le linee ferroviarie del Ferrocarril General Bartolomé Mitre che serve le province di Santa Fè, Córdoba, Santiago del Estero e Tucumán, la Ferrocarril General Belgrano, la più estesa, che collega la capitale con il nord del paese e la Ferrocarril General San Martín che si estende invece verso est, raggiungendo le città di San Juan e Mendoza.
All'interno della stazione si trovano anche i capolinea delle linea C e della linea E del Subte, la metropolitana di Buenos Aires.
Attraversano il quartiere alcune decine di linee di bus urbani, chiamati colectivos. A tal proposito la strada in fronte alle stazioni dei treni e dei pullman è stata adibita a scalo per permettere il trasbordo dei passeggeri.

## Monumenti e luoghi d'interesse
Tra i principali la Torre Monumental in plaza Fuerza Aérea Argentina, il Totem Canadese in Plaza Canadà, il Teatro Nacional Cervantes
Il più grande spazio verde di Retiro è Plaza San Martin, una delle più importanti della città, caratterizzata da enormi alberi di Fico del caucciù. Intorno alla piazza sorgono il Palazzo Anchorena, il Palazzo Paz, sede del Circolo Militare, Palazzo Haedo, l'Edificio Kavanagh ed il Monumento ai Caduti delle Malvine, il Monumento al General San Martín e il monumento a Leandro N. Alem.
A Retiro trova sede il Circolo Italiano di Buenos Aires, nel Palacio Leloir.